# Igra staklenim biserima
Igra staklenim biserima (njem. Das Glasperlenspiel) je roman njemačkog pisca Hermanna Hessea objavljen 1943. Radnja romana se odigrava u budućnosti, u izmišljenoj državi Kastaliji gdje intelektualna elita upravlja školama i sveučilištima, u samostanskom stilu i duhu. Igra staklenim biserima se smatra Hesseovim magnumom opusom i vjerojatno je ovaj roman bio najzaslužniji što je Hesse dobio Nobelovu nagradu 1946. godine.

## Radnja
Kastalija je država (također nazivana i provincijom) okužena jednom većom državom, gdje velika država simbolira svjetovnost s ratovima, borbom za vlast, politikom, seksom itd., dok Kastalija simbolizira intelektualni i filozofski svijet. 
Mladi, nadareni dječaci se biraju među narodom i šalju u kastalijske škole gdje se podučavaju u povijesti umjetnosti, filozofiji, jezicima, književnosti i, možda ispred svega, glazbi. Biti izabran je velika čast, a neuspjeh se smatra sramotom ako dječaci ne uspiju završiti školu i izolirani način života u Kastaliji. Pored toga što se posvećuju studiju umjetnosti i glazbe, kruna njihovog obrazovanja je Igra staklenim biserima.
Hesse daje samo površinske i metaforičke opise kako ta igra funkcionira, ali jasno je da je to neka vrsta  "lingua universalis", jedan jezik ili igra koja povezuje sve umjetnosti i znanosti u jednu zajednički izražajni oblik. 
"Potezi" u igri mogu ići od glazbenog komada do matematičke formule ili od filozofije do putanja planeta u svemiru.
Igra staklenim biserima je krajnji test znanja i osjećaja za ljepotu, što je jedino čemu se posvećuje vrijeme u Kastaliji. Igra je također jedno od rijetkih zanimanja gdje intelektualci smiju biti vrlo kreativni, nešto što se inače nije dozvoljavalo u velikoj mjeri. Ideja koja stoji iza igre ima određene teozofske crte.
Roman je oblikovan kao životopis Josepha Knechta, kojeg čitatelj prati od dječačke dobi pa do starosti, od novopridošlog učenika u Kastaliji pa do zvanja "Magister Ludi", majstora igre staklenim biserima, te na kraju do njegove smrti. Tijekom svog života Knecht se bori s pitanjima smisla života, time kako je kastalijski način življenja jedini ispravan te da svijet izvan granica Kastalije nema neku naročitu vrijednost. Na ovaj način dobivamo bildungsroman. 

## Tema
Roman sadrži filozofske elemente i pitanja, kao npr. što je znanje, što je ljepota, što je istina, itd. Kao i veliki broj drugih Hesseovih djela, npr. Siddartha i Stepski vuk, Igra staklenim biserima sadrži poveznice s budističkom filozofijom i istočnjačkom duhovnom praksom; meditacije i vježbe disanja su važan dio života u Kastaliji, a za Josepha Knechta je velika inspiracija kineska književnost i filozofija.